# Гаврилов, Михаил Михайлович (политик)
Михаи́л Миха́йлович Гаври́лов (латыш. Mihails Gavrilovs; 1951, Рига) — латвийский политик и экономист. В 1973 г. окончил ЛГУ им. П. Стучки. Экономист, специалист в области производственного планирования. Состоял в КПСС до 1989 г., кандидат экономических наук, доцент. Преподавал политэкономию в Латвийском университете.
В конце 1980-х годов активно включился в общественно-политическую жизнь. Был одним из разработчиков концепции движения «Центр демократической инициативы». В 1990 году был избран депутатом последнего Верховного Совета Латвии. Один из создателей и лидер Русской партии. В 1998 году Русская партия вступила в политобъединение ЗаПЧЕЛ. Перед муниципальными выборами 2001 года она вышла из этого объединения. На выборах самоуправлений в 2001 году РП набрала почти четыре тысячи голосов, что позволило М. Гаврилову стать депутатом Рижской Думы. Весной 2002 года произошёл скандал, вызванный открытым письмом двух членов Координационного совета партии — В. Петрова и П. Алексеева. Под сомнение ставилась законность существования партии (уверяли, что в ней нет необходимых по закону 200 членов). Перед следующими муниципальными выборами 2005 года партия вступила в блок «Dzimtene» («Родина»). В 2007 году Гаврилов стал главой «Русского центра» Латвийской первой партии.